# Cristóbal López Romero
Cristóbal López Romero (Vélez-Rubio, 1952. május 19. –) szalézi szerzetes, római katolikus pap, a Rabati főegyházmegye érseke, bíboros.

## Élete
1979. május 19-én szentelték pappá. 1984-től Paraguayban szolgált, ahol 1994 és 2000 között tartományfőnök volt, majd 2003-ban Marokkóba költözött. 2010 és 2014 között Bolívia tartományfőnöke volt, 2014-ben pedig visszatért hazájába, ahol szintén tartományfőnöki szolgálatot látott el.

### Püspöki pályafutása
Ferenc pápa 2017. december 29-én kinevezte a Rabati főegyházmegye érsekévé, szentelésére 2018. március 10-én került sor. 2019. május 24-től a Tangeri főegyházmegye apostoli kormányzója.  A pápa a 2019. október 5-i konzisztóriumon bíborossá kreálta.